# EXILE THE SECOND
EXILE THE SECOND（エグザイル・ザ・セカンド）は、日本の5人組ダンス&ボーカルグループ。EXILEの派生ユニット。所属事務所はLDH JAPAN。レーベルはrhythm zone。

## 概要
EXILEのメンバー5名で構成されるユニットで、EXILEにとって初の派生ユニットである。グループ内から誕生した派生ユニットという立場にあり、定期的な活動をしていない時期があったが、初の単独ツアーは約40万人を動員する規模だった。
EXILE TRIBEにおいて同じく派生ユニットという立場にあるのは、MA55IVE THE RAMPAGEのみである。

## 略歴
2012年
- 7月1日、『EXILE TRIBE LIVE TOUR 2012 〜TOWER OF WISH〜』最終日北海道公演にて結成を発表。メンバーはEXILEのKENCHI、KEIJI、TETSUYA、NESMITH、SHOKICHIであった。
- 11月7日、THE SECOND from EXILEとしてシングル『THINK 'BOUT IT!』でデビュー。

2015年
- 12月4日、『EXILE LIVE TOUR 2015 "AMAZING WORLD"』大阪公演にて、翌2016年に本格始動し、初の単独ツアーを開催することを発表。また、橘ケンチのリーダー就任を発表。

2016年
- 5月20日、EXILE THE SECONDへの改名を発表。
- 9月5日、EXILEのAKIRAがパフォーマーとして加入したことを発表。

2022年
- 10月31日、黒木啓司が芸能界引退のため脱退。5人体制での活動を継続する。

## メンバー
公式サイトに準拠
- 橘ケンチ（たちばな ケンチ、 1979年9月28日 - ）リーダー&パフォーマー
- EXILE TETSUYA（エグザイル テツヤ、1981年2月18日 - ）パフォーマー
- EXILE NESMITH（エグザイル ネスミス、1983年8月1日 - ）ボーカル&パフォーマー
- EXILE SHOKICHI（エグザイル ショウキチ、1985年10月3日 - ）ボーカル&パフォーマー
- EXILE AKIRA（エグザイル アキラ、1981年8月23日 - ）パフォーマー

### 脱退したメンバー
- 黒木啓司（くろき けいじ、1980年1月21日 - ）パフォーマー

## 作品
順位はオリコン週間ランキングの最高位

### シングル
|                            | 発売日                     | タイトル                                            | 順位                       |
| THE SECOND from EXILE 名義 | THE SECOND from EXILE 名義 | THE SECOND from EXILE 名義                          | THE SECOND from EXILE 名義 |
| -------------------------- | -------------------------- | --------------------------------------------------- | -------------------------- |
| 1                          | 2012年11月7日              | THINK 'BOUT IT!                                     | 2位                        |
| 2                          | 2013年8月14日              | SURVIVORS feat. DJ MAKIDAI from EXILE/プライド      | 2位                        |
| EXILE THE SECOND 名義      |                            |                                                     |                            |
| 3                          | 2016年7月13日              | YEAH!! YEAH!! YEAH!!                                | 2位                        |
| 4                          | 2016年8月24日              | Shut up!! Shut up!! Shut up!!                       | 4位                        |
| 5                          | 2016年9月21日              | WILD WILD WILD                                      | 1位                        |
| 6                          | 2017年2月22日              | SUPER FLY                                           | 4位                        |
| 7                          | 2017年6月28日              | Summer Lover                                        | 2位                        |
| 8                          | 2017年9月27日              | Route 66                                            | 2位                        |
| 9                          | 2018年2月22日              | アカシア                                            | 3位                        |
| 10                         | 2020年1月1日               | 愛のために 〜for love, for a child〜/瞬間エターナル | 2位                        |
| 11                         | 2023年2月22日              | Twilight Cinema                                     | 8位                        |

### 配信シングル
| 配信日                | タイトル                     |
| EXILE THE SECOND 名義 | EXILE THE SECOND 名義        |
| --------------------- | ---------------------------- |
| 2019年10月4日         | Top Down                     |
| 2019年10月4日         | Ain't Afraid To Die          |
| 2023年5月24日         | NEVER SAY GOODBYE            |
| 2024年12月2日         | クリスマスツリーが綺麗だから |

### アルバム
|                            | 発売日                     | タイトル                   | 順位                       |
| THE SECOND from EXILE 名義 | THE SECOND from EXILE 名義 | THE SECOND from EXILE 名義 | THE SECOND from EXILE 名義 |
| -------------------------- | -------------------------- | -------------------------- | -------------------------- |
| 1                          | 2014年2月5日               | THE II AGE                 | 1位                        |
| EXILE THE SECOND 名義      |                            |                            |                            |
| 2                          | 2017年3月1日               | BORN TO BE WILD            | 1位                        |
| 3                          | 2018年3月28日              | Highway Star               | 3位                        |
| 4                          | 2024年6月5日               | THE FAR EAST COWBOYZ       | 8位                        |

### ベストアルバム
| 発売日                | タイトル                  | 順位                  |
| EXILE THE SECOND 名義 | EXILE THE SECOND 名義     | EXILE THE SECOND 名義 |
| --------------------- | ------------------------- | --------------------- |
| 2020年2月22日         | EXILE THE SECOND THE BEST | 2位                   |

### 配信ミニアルバム
| 配信日                | タイトル                  |
| EXILE THE SECOND 名義 | EXILE THE SECOND 名義     |
| --------------------- | ------------------------- |
| 2024年3月1日          | THE FAR EAST COWBOYZ E.P. |

### 参加作品
| 発売日                     | 曲名                                                               | 収録作品                              |
| THE SECOND from EXILE 名義 | THE SECOND from EXILE 名義                                         | THE SECOND from EXILE 名義            |
| -------------------------- | ------------------------------------------------------------------ | ------------------------------------- |
| 2012年9月5日               | 24karats TRIBE OF GOLD                                             | EXILE TRIBE『24karats TRIBE OF GOLD』 |
| 2014年8月20日              | THE REVOLUTION                                                     | EXILE TRIBE『THE REVOLUTION』         |
| 2014年8月27日              | 24WORLD                                                            | EXILE TRIBE『EXILE TRIBE REVOLUTION』 |
| EXILE THE SECOND 名義      |                                                                    |                                       |
| 2016年6月15日              | One Time One Life                                                  | V.A.『HiGH&LOW ORIGINAL BEST ALBUM』  |
| 2016年6月15日              | ASOBO! feat. Far East Movement                                     | V.A.『HiGH&LOW ORIGINAL BEST ALBUM』  |
| 2017年2月1日               | HEART OF A LION                                                    | DANCE EARTH PARTY『I』                |
| 2017年8月2日               | INTO THE CIRCLE feat. METHOD MAN (Wu-Tang Clan) , EXILE THE SECOND | PKCZ®『360° ChamberZ』                |
| 2024年9月27日              | AKANEGUMO                                                          | EXILE TRIBE「AKANEGUMO」              |

### 映像作品
| 発売日                | タイトル                                            | 順位                  |
| EXILE THE SECOND 名義 | EXILE THE SECOND 名義                               | EXILE THE SECOND 名義 |
| --------------------- | --------------------------------------------------- | --------------------- |
| 2018年5月23日         | EXILE THE SECOND LIVE TOUR 2017-2018 "ROUTE 6・6"   | 1位                   |
| 2023年10月11日        | EXILE THE SECOND LIVE TOUR 2023 〜Twilight Cinema〜 | 2位                   |

### その他
| 発売日                | タイトル                     | 備考                  |
| EXILE THE SECOND 名義 | EXILE THE SECOND 名義        | EXILE THE SECOND 名義 |
| --------------------- | ---------------------------- | --------------------- |
| 2021年2月1日          | Celebration                  | 3インチレコード       |
| 2024年12月3日         | クリスマスツリーが綺麗だから | MUSIC ＆ MOVIE CARD   |

## タイアップ
| 曲名                                  | タイアップ                                                                               |
| THE SECOND from EXILE                 | THE SECOND from EXILE                                                                    |
| ------------------------------------- | ---------------------------------------------------------------------------------------- |
| THINK 'BOUT IT!                       | 東宝映画『悪の教典』主題歌                                                               |
| THINK 'BOUT IT!                       | BeeTVドラマ『悪の教典 - 序章 -』主題歌                                                   |
| ROCK STAR                             | adidas「adidasenergy 13」CMソング                                                        |
| CLAP YOUR HANDS                       | アンファー「スカルプD」CMソング                                                          |
| SURVIVORS feat. DJ MAKIDAI from EXILE | 読売テレビ系『町医者ジャンボ!!』主題歌                                                   |
| プライド                              | 日本テレビ系『フレネミー -どぶねずみの街-』主題歌                                        |
| Lost In Time                          | 第一興商「SmartDAM」CMソング                                                             |
| BUMP UP                               | アンファー「スカルプD」CMソング                                                          |
| HEAD BANGIN'                          | 日本テレビ系『スッキリ!!』2014年1月度エンディングテーマ                                  |
| Signal Fire feat. SWAY                | 映画『大脱出』日本版 テレビCM イメージソング                                             |
| EXILE THE SECOND                      |                                                                                          |
| One Time One Life                     | 日本テレビ系『HiGH&LOW〜THE STORY OF S.W.O.R.D.〜』劇中歌                                |
| One Time One Life                     | 日本テレビ系『(秘)荷物!開封バラエティー ビックラコイタ箱』 2016年6月度エンディングテーマ |
| ASOBO! feat. Far East Movement        | 日本テレビ系『HiGH&LOW〜THE STORY OF S.W.O.R.D.〜』劇中歌                                |
| YEAH!! YEAH!! YEAH!!                  | テレビ朝日系『お願い!ランキング』2016年7月度エンディングテーマ                           |
| WILD WILD WILD                        | TBS系『王様のブランチ』2016年9月度エンディングテーマ                                     |
| WILD WILD WILD                        | 映画『スーサイド・スクワッド』日本版 イメージソング                                      |
| WILD WILD WILD                        | 洋服の青山「AOYAMA PRESTIGE TECHNOLOGY」CMソング                                         |
| WILD WILD WILD                        | アルペン × アディダス「ADIDAS DREAM CAMPAIGN With EXILE THE SECOND」CMソング             |
| HEART OF A LION                       | 和真「UTMO」CMソング                                                                     |
| Because I Love You                    | 洋服の青山「AOYAMA PRESTIGE TECHNOLOGY」CMソング                                         |
| SUPER FLY                             | 日本テレビ系 『スッキリ!!』2017年2月度テーマソング                                       |
| SUPER FLY                             | アンファー「スカルプD ボーテ ピュアフリーアイラッシュ」CMソング                          |
| Break It Down                         | AbemaTV「BPM 〜BEST PEOPLE's MUSIC〜」テーマソング                                       |
| Summer Lover                          | デリシャカス2017 テーマソング                                                            |
| Summer Lover                          | 鴨川シーワールド 2017年夏 テーマソング                                                   |
| Summer Lover                          | テレビ朝日系『お願い!ランキング』2017年7月度エンディングテーマ                           |
| Route 66                              | IDOM「ガリバー大創業祭」CMソング                                                         |
| Route 66                              | 日本テレビ系『スッキリ!!』2017年9月度エンディングテーマ                                  |
| Route 66                              | LIVE DAM STADIUM 「It‘s Your STAGE」LIVE告知CMソング                                     |
| Step into my party                    | シルク・ドゥ・ソレイユ「ダイハツ キュリオス」日本公演 イメージソング                     |
| HEROES                                | バンダイナムコオンライン「ガンダムヒーローズ」主題歌                                     |
| アカシア                              | テレビ朝日系『お願い!ランキング』2018年3月度エンディングテーマ                           |
| 日昇る光に ～Pray for Now～           | 全日本柔道連盟 応援ソング                                                                |
| Ain't Afraid To Die                   | 日本テレビ系『HiGH&LOW THE WORST EPISODE.O』劇中歌                                       |
| Ain't Afraid To Die                   | 映画『HiGH&LOW THE WORST』劇中歌                                                         |
| Top Down                              | 映画『HiGH&LOW THE WORST』劇中歌                                                         |
| 瞬間エターナル                        | 洋服の青山「AOYAMA PRESTIGE TECHNOLOGY」CMソング                                         |
| 瞬間エターナル                        | EXILE THE SECOND×ABARTH タイアップソング                                                 |
| Celebration                           | AMAZING COFFEE × LAWSON「MACHI café」Web CM                                              |
| Story                                 | 九州朝日放送『ドォーモ』2020年2月度エンディングテーマ                                    |
| Story                                 | 長崎文化放送『スポ魂★ながさき』エンディング                                              |
| NEVER SAY GOODBYE                     | 台湾リアリティーショー『神秘五金行』エンディング曲                                       |
| Winner                                | 東京マラソン2024公式イメージソング                                                       |

## ライブ・イベント

### 単独
- 10月29日、10月30日：新潟・朱鷺メッセ 新潟コンベンションセンター
- 11月10日、11月11日、11月12日：兵庫・ワールド記念ホール
- 11月16日、11月17日：大阪・大阪城ホール
- 11月26日、11月27日：広島・広島グリーンアリーナ
- 12月03日、12月04日：北海道・北海道立総合体育センター 北海きたえーる
- 12月17日、12月18日：宮城・セキスイハイムスーパーアリーナ
- 12月26日、12月27日：埼玉・さいたまスーパーアリーナ
- 01月14日、01月15日：福岡・マリンメッセ福岡
- 01月19日：愛知・日本ガイシホール
- 02月01日、02月02日：神奈川・横浜アリーナ
- 02月08日、02月09日：東京・国立代々木競技場 第一体育館
- 02月21日、02月22日：大阪・大阪城ホール
- 03月10日、03月11日、03月12日：兵庫・ワールド記念ホール
- 03月24日、03月25日：福岡・マリンメッセ福岡
- 04月06日、04月07日：静岡・エコパアリーナ
- 04月22日、04月23日：青森・盛運輸アリーナ
- 05月12日、05月13日、05月14日：千葉・幕張メッセ 国際展示場ホール

- 10月28日、10月29日：兵庫・ワールド記念ホール
- 11月03日、11月04日：長野・長野ビッグハット
- 11月14日、11月15日：愛知・日本ガイシホール
- 11月18日、11月19日：福井・サンドーム福井
- 11月25日、11月26日：北海道・真駒内セキスイハイムアイスアリーナ
- 12月02日、12月03日：静岡・静岡エコパアリーナ
- 12月23日、12月24日、12月26日、12月27日：大阪・大阪城ホール
- 01月13日、01月14日：宮城・セキスイハイムスーパーアリーナ
- 01月23日、01月24日、神奈川・横浜アリーナ
- 01月31日、02月01日：埼玉・さいたまスーパーアリーナ
- 02月10日、02月11日、02月12日：三重・三重県営サンアリーナ
- 02月24日、02月25日、03月31日、04月01日：福岡・マリンメッセ福岡
- 04月14日、04月15日：愛知・日本ガイシホール
- 05月23日、05月24日：千葉・幕張メッセ 国際展示場ホール

新型コロナウイルスによる政府の自粛要請に従い中止
- 4月04日：長野・エムウェーブ
- 7月18日：新潟・朱鷺メッセ 新潟コンベンションセンター

- 2月10日：広島・広島文化学園HBGホール
- 2月12日：福岡・福岡サンパレス
- 2月25日、2月26日：大阪・オリックス劇場
- 3月01日、3月02日：愛知・名古屋国際会議場センチュリーホール
- 3月05日：新潟・新潟県民会館
- 3月08日：静岡・アクトシティ浜松 大ホール
- 3月25日：愛媛・愛媛県県民文化会館
- 4月03日、4月04日：埼玉・大宮ソニックシティ 大ホール
- 4月07日：兵庫・神戸国際会館こくさいホール
- 4月08日：滋賀・滋賀県立芸術劇場びわ湖ホール
- 4月11日：岡山・倉敷市民会館
- 5月15日：京都・ロームシアター京都
- 5月18日：宮城・仙台サンプラザホール
- 5月20日：石川・金沢歌劇座
- 5月25日：北海道・札幌文化芸術劇場 hitaru
- 6月01日、6月02日：東京・東京ガーデンシアター

- 3月07日：福岡・マリンメッセ福岡 A館
- 3月16日、3月17日：神奈川・横浜アリーナ
- 3月23日、3月24日：長野・長野ビッグハット
- 4月13日、4月14日：大阪・大阪城ホール
- 5月11日、5月12日：三重・三重県営サンアリーナ

EXILE THE SECOND LIVE TOUR 2024 "THE FAR EAST COWBOYZ" 〜THE ENCORE〜
- 12月03日：大阪・大阪城ホール
- 12月14日：静岡・エコパアリーナ

### 合同
- EXILE TRIBE PERFECT YEAR 2014 SPECIAL STAGE "THE SURVIVAL" IN SAITAMA SUPER ARENA 10DAYS（2014年6月16日 - 6月18日）[54]
- EXILE TRIBE PERFECT YEAR LIVE TOUR TOWER OF WISH 2014 〜THE REVOLUTION〜（2014年9月3日 - 12月28日）[55]
- HiGH&LOW THE LIVE（2016年7月22日 - 10月3日）[56]
- THE NINE WORLDS presents 九楽舞 博多座（2017年3月31日 - 4月2日）[57]
- LDH PERFECT YEAR 2020 COUNTDOWN LIVE 2019▶︎2020 "RISING"（2019年12月31日）
- LDH LIVE-EXPO 2024 -EXILE TRIBE BEST HITS-（2024年10月26日 - 10月27日）[58]

### 配信
- LIVE×ONLINE（2020年7月3日：ABEMA）[59]
- LIVE×ONLINE IMAGINATION（2020年9月21日：ABEMA）[60]

### ファンクラブイベント
- EX FAMILY限定! THE SECOND from EXILE "キックオフミーティング"（2016年2月19日 - 4月16日）[61]

### その他
- EXILE THE SECOND presents. THE 忘年会!! ～年末になぁーにやってんだよ2024～（2024年12月28日：東京・有明アリーナ）[62]

## 出演

### CM
- 第一興商「SmartDAM」（2013年）[63]
- アンファー
  - 「スカルプD」（2013年）[23]
  - 「スカルプD ボーテ ピュアフリーアイラッシュ」（2017年）[34]
- 洋服の青山「AOYAMA PRESTIGE TECHNOLOGY」（2016年）[64]
- IDOM「ガリバー大創業祭」（2017年）[36]
- シルク・ドゥ・ソレイユ「ダイハツ キュリオス」（2017年 - 2019年） - 日本公演スペシャルサポーター[65]

### 広告
- アディダス「adidasenergy 13」（2012年）[66]
- アルペン・アディダス「ADIDAS DREAM CAMPAIGN With EXILE THE SECOND」（2016年）[67]

### テレビ
- EXILE THE SECOND × WOWOW（2016年8月 - 2017年2月、WOWOW）[68]
- EXILE THE SECOND meets キュリオス 好奇心の1分間（2018年1月 - 2月、フジテレビ）[69]

### ラジオ
- EXILE THE SECOND THE WILD（2017年3月、Crimson FM）[70]
- EXILE THE SECOND THE ON ～音～（2017年4月 - 2019年7月、TS ONE）[71]
  - EXILE THE SECOND THE ON リターンズ!（2020年2月 - 3月、JFN PARK）[72]

### 連載
- steady.「EXILE THE SECOND meets steady.」（2017年1月号 - 2022年5月号、宝島社）[73]

## 受賞
- MTV Video Music Awards Japan 最優秀邦楽グループビデオ賞「Shut up!! Shut up!! Shut up!!」（2016年）[74]

## 備考
EXILE THE SECOND DAY
日本記念日協会が、2月22日をEXILE THE SECONDの記念日「EXILE THE SECOND DAY」に認定した。2017年2月21日に行われた単独ツアー大阪公演で発表された。